# Good Vibrations (filme)

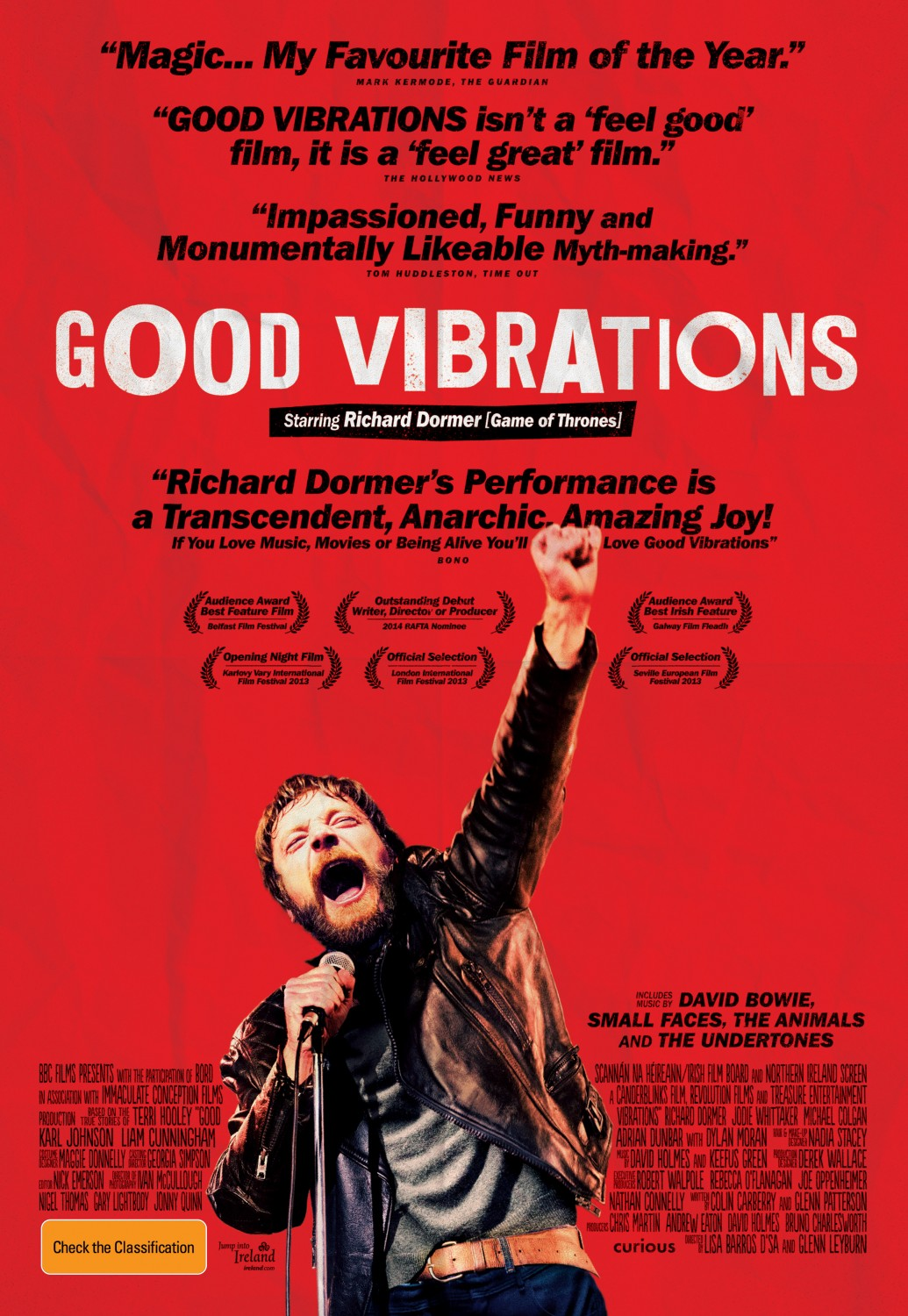
Good Vibrations

Good Vibrations é um filme musical de drama biográfico da Irlanda feito em coprodução com o Reino Unido.

## Sinopse
Em 1970 na sectária Belfast em meio ao Conflito na Irlanda do Norte, o DJ Terri Hooley abre uma loja de discos "na meia milha mais bombardeada na Europa". Ele é um amante da música, idealista, radical e rebelde. Ele é inspirado na nova cena punk subterrânea e por sua vez galvaniza os jovens músicos, ramificando-se em um recorde de produção e trazendo vida à cidade.

## Elenco
- Richard Dormer ... Terri Hooley
- Jodie Whittaker ... Ruth
- Michael Colgan ... Dave Hyndman
- Karl Johnson ... George Hooley
- Adrian Dunbar ... líder da gangue
- Liam Cunningham ... engenheiro de estúdio
- Dylan Moran ... Harp Owner
- Mark Ryder ... Greg Cowen
- Killian Scott ... Ronnie Matthews
- Phillip Taggart ... Gordon Blair
- Diarmuid Noyes ... Brian Young
- Andrew Simpson ... Colin "Getty" Getgood
- Ryan McParland ... Fangs
- Kerr Logan ... Feargal Sharkey
- Demetri Goritsas ... Paul McNally
- Chris Patrick-Simpson ... Wolfgang Zorrer
- James Tolcher ... membro da gangue
- Paul Caddell ... Ned
- John Travers ... Mutt
- Niall Wright ... Mickey Bradley

## Recepção
O filme foi recebido com avaliações geralmente favoráveis por parte da crítica de cinema. No Rotten Tomatoes atinge uma pontuação de 94%.